# フロル・コズロフ
フロル・ロマノヴィチ・コズロフ（ロシア語: Фрол Рома́нович Козло́в、ラテン文字転写の例：Frol Romanovich Kozlov、ユリウス暦1908年8月5日（グレゴリオ暦8月18日） - 1965年1月30日）は、ソビエト連邦の政治家。

## 来歴・人物
コズロフはリャザン州のロシニノ（ロシア語：Лощинино）の村で生まれた。コムソモールなどでの活動などを経て、1953年にレニングラード州CPSU委員会の初代書記に就任しレニングラード事件で指導部が粛清された党組織の再建を担った。
1957年2月14日ソ連共産党幹部会（政治局）員候補に選出される。同年6月29日幹部会員に昇格。1959年7月のニキータ・フルシチョフの訪米に同道し、立ち入りが厳重に制限されていた北カリフォルニアのボヘミアングローブ野営地を訪れた。
1960年にフルシチョフに次ぐ第二書記となり翌1961年には社会主義労働英雄の称号を授与、一時はフルシチョフの後継者として目されたもののアルコール依存症の影響で健康面に不安を残し1963年に脳卒中で倒れる。これに伴い第二書記の座をレオニード・ブレジネフに取って代わられてしまい、フルシチョフ失脚後の1964年11月16日に解任された。
解任後程無くして1965年1月30日に死亡し、クレムリン城壁墓地に埋葬された。